# Estádio Denison Fontes Souza
O Estádio Tennysson Fontes Sousa, também conhecido como Souzão, é um estádio brasileiro de futebol situado na cidade de Itabaianinha, no estado de Sergipe, pertence ao Olímpico Esporte Clube. Tem capacidade para 2.000 pessoas.